# Jauch
Jauch – niemieckie nazwisko. M.in. niemiecki ród wywodzący się z Sulza w Turyngii, którego przedstawiciele mieli silne wpływy w Hamburgu. Polską gałąź Jauch-Lelewel zapoczątkował Joachim Daniel Jauch, od którego wywodzi się m.in. Joachim Lelewel i Henryk Sienkiewicz. 
Także szwajcarski ród.

## Osoby o tym nazwisku
- Ewald Jauch
- Günther Jauch
- Joachim Daniel Jauch